# Dorothy Griffiths
Dorothy Griffiths (1947) es una socióloga, autora y profesora británica.
Defendió la igualdad de género en el Escuela Imperial de Londres desde 1969. Ha escrito y es coautora de numerosos artículos para publicaciones internacionales y colecciones académicas.